# Sue Price
Sue Price (Mount Prospect, 29 marzo 1965) è un'attrice e culturista statunitense.

## Biografia
Sue Price è cresciuta nella città di nascita, dove ha frequentato le scuole, e successivamente ha frequentato la Northern Illinois University, dove ha sviluppato la sua passione per il Bodybuilding.
Il suo trasferimento successivo, in California, coincide con l'inizio della sua carriera cinematografica.

## Carriera
Il nome di Sue Price, nel cinema americano, è legato essenzialmente a una fortunata serie di 3 film diretti dal regista Albert Pyun: Cyborg Terminator 2 (1994), Cyborg Terminator 3 (1995), Nemesis 4 – Death Angel (1995). In essi la muscolosissima protagonista interpreta Alex, una bambina americana di fine XXI secolo, che viene proiettata nel tempo fino all'Africa del 1980 circa. Qui la ragazza, inseguita dal cyborg Nebula, una volta cresciuta, dotata di una forza straordinaria, riuscirà a sconfiggere il suo cacciatore. 
Nel secondo film Alex è alle prese con un altro cyborg, Farnsworth 2, che affronterà con l'aiuto di un'altra ragazza che aveva subito da bambina la sua stessa sorte.
L'ultimo film, pochissimo noto in Italia, caratterizzato da soli 69 minuti di durata, vede l'eroina incaricata di uccidere un uomo.

## Filmografia

### Cinema
- Cyborg Terminator 2 (Nemesis 2: Nebula), regia di Albert Pyun (1995) Uscito in home video
- Cyborg Terminator 3 (Nemesis III: Prey Harder), regia di Albert Pyun (1996) Uscito in home video
- Nemesis 4: Death Angel, regia di Albert Pyun (1996) Uscito in home video
- Nemesis 5: The New Model, regia di Dustin Ferguson (2017)
- House of Pain, regia di Dustin Ferguson (2018)
- RoboWoman, regia di Dustin Ferguson (2019)
- Cobra Strike Force, regia di Dustin Ferguson (2023)